# Рудакевич Олег Михайлович
Олег Михайлович Рудакевич (нар. 30 березня 1950, с. Кудинівці Зборівського району Тернопільської області) — український політолог, доктор політичних наук (2012), професор (2014), професор кафедри філософії та політології Тернопільського національного економічного університету, академік Академії наук вищої школи України (2016), дійсний член (академік) Академії політико-правових наук України (2017).

## Життєпис
Народився 30 березня 1950 р. в с.Кудинівці Зборівського району Тернопільської області. Після закінчення зі срібною медаллю в 1967 році Поморянської середньої школи навчався на хімічному факультеті Львівського державного університету імені Івана Франка. Після його закінчення у 1972 р. працював учителем хімії Нараївської середньої школи Бережанського району Тернопільської області.
У 1973—1981 рр. перебував на комсомольській роботі в Бережанському райкомі, а згодом — у Тернопільському обкомі ЛКСМ України. У 1974—1976 рр. навчався на факультеті комсомольської роботи Вищої комсомольської школи при ЦК ВЛКСМ (м. Москва), яку закінчив з відзнакою в 1976 році та рекомендований на навчання в аспірантурі. У 1981—1984 рр. працював асистентом кафедри філософії та наукового комунізму Тернопільського фінансово-економічного інституту.
Далі перебував на посаді завідувача навчальної частини Тернопільської зональної комсомольської школи. У 1987 р. захистив дисертацію на тему «Взаємодія КПРС та ВЛКСМ в політичній системі радянського суспільства (питання теорії та методології)» (науковий керівник — доцент Г. М. Світа), здобувши науковий ступінь кандидата філософських наук.
У 1989—1991 р. працював на посаді доцента в Тернопільському молодіжному центрі «Орбіта». В 1992 р. йому присвоєно вчене звання доцента кафедри політичних процесів та організації молодіжного руху.
Від 1991 року — на викладацькій роботі в Тернопільському національному економічному університеті. У 1994—1997 рр. перебував у докторантурі філософського факультету Київського національного університету імені Тараса Шевченка.
Працюючи на громадських засадах завідувачем відділу політології НДІ «Проблеми людини», ініціював проведення Всеукраїнської науково-практичної конференції на тему: «Політична культура посткомуністичної України: проблеми дослідження та національно-демократичної трансформації» (1996), став науковим редактором колективної монографії «Політична культура основних суб'єктів історичного процесу в Україні» (1997).
У 2012 році захистив дисертацію на тему: «Теоретико-методологічні засади дослідження національної політичної культури» (науковий консультант — професор І. М. Варзар), здобувши науковий ступінь доктора політичних наук за спеціальністю 23.00.01 — теорія та історія політичної науки. У 2014 році йому присвоєно вчене звання професора кафедри філософії та політології. У 2016 році обраний академіком Академії наук вищої школи України (відділення політології та соціології).

## Наукова робота
Автор і співавтор понад 150 наукових публікацій з проблем формування модерної української нації та її політичної культури, більше 20-ти статей у енциклопедичних словниках-довідниках, підготовлених колективами авторів: «Історія політичної думки» (2014), «Політологія» (2014), «Новітня політична лексика (неологізми, оказіоналізми та інші новотвори)» (2015), «Політологія: сучасні терміни і поняття» (2015).
У монографії «Національний принцип: етнополітична концепція нації» (2009) запропонував оригінальну концепцію національних спільнот. Доказано, що основна закономірність формування та функціонування націй («національний принцип») полягає у діалектичному поєднанні етнокультурного та політичного способів самоорганізації населення на певній території планети. Таке означення сутності націогенези та націобуття володіє ознаками універсальності, оскільки стосується як давніх, так і модерних національних спільнот та розкриває спільну ознаку т. зв. «етнічних» і «політичних» націй та передбачає формування «змішаних» («етнополітичних») спільнот, до яких належить модерна українська нація.
У монографіях «Національна політична культура: теорія, методологія, український досвід» (2010) та «Політична культура національних спільнот: теорія та методологія дослідження» (2013) уперше на основі соцієтального підходу обґрунтував теорію та методологію дослідження політичної культури націй. Нації розглянуті як суб'єкти, носії та об'єкти політичної культури; обґрунтовано сутність та актуальний зміст понять імперативи, функції та інфраструктура національної політичної культури; дано характеристику просторово-часового континууму досліджуваного феномена; розкрито зміст основних соцієтальних елементів національної політичної культури та особливості їхнього функціонування в сучасному українському суспільстві. В окремих статтях на основі соцієтального підходу обґрунтовані концептуальні засади осмислення феномену європейської політичної культури.
У 2015 р. під керівництвом О. М. Рудакевича підготовлена колективна монографія на тему «Світоглядні та соціокультурні засади формування модерної української нації» в якій розкрито шляхи та умови формування сучасної української нації та держави.

### Основні праці
1. Політична культура сучасного українського суспільства (політичні цінності та орієнтації головних суб'єктів історичного процесу): моногр. [О. М. Рудакевич, Є. І. Головаха, В. Є. Хмелько та ін.] // Уряду України, Президенту, законодавчій, виконавчій владі. Політична культура і політичні партії України. Аналітичні розробки і пропозиції наукових та практичних працівників / [кер. авт. кол. А. І. Комарова, О. М. Рудакевич]. — К.: НДІ «Проблеми людини», 1997. — Т. 6. — С. 14–135.
2. Рудакевич О. М. Політичне відродження українського народу (Шляхи формування новітньої української політичної культури) / О. М. Рудакевич, М. С. Гутор. — Київ — Тернопіль: Поліграфіст, 1998. — 54 с.
3. Рудакевич О. М. Політологія: лекції, семінари, самостійна робота: навч. посібник / О. М. Рудакевич. — Тернопіль: Астон, 2006. — 304 с.
4. Рудакевич О. М. Національний принцип: етнополітична концепція нації: моногр. / О. М. Рудакевич. — Тернопіль: ТНЕУ, 2009. — 292 с.
5. Рудакевич О. М. Національна політична культура: теорія, методологія, український досвід: моногр. / О. М. Рудакевич. — Тернопіль: ТНЕУ, 2010. — 456 с.
6. Рудакевич О. М. Теоретико-методологічні засади розбудови України як національної держави / О. М. Рудакевич // Сучасна українська політика. — К.: Вид-во «Центр соціальних комунікацій», 2012. — Вип. 27. — С. 6–15.
7. Рудакевич О. М. Діалектика етнічної та політичної націй у поліетнічній державі / О. М. Рудакевич // Політичний менеджмент: наук. журнал / голов. ред. Ю. Ж. Шайгородський. — 2012. — № 4–5 (55–56). — С. 114—120.
8. Рудакевич О. М. Демократія як чинник формування націй і національних держав / О. М. Рудакевич // Наукові записки Інституту політичних і етнонаціональних досліджень ім. І. Ф. Кураса НАН України. — 2012. — № 6. — С. 91–100.
9. Рудакевич О. М. Принцип, що розкриває сутнісну ознаку національних спільнот / О. М. Рудакевич // Українська політична нація: проблеми становлення: зб. наук. ст. / за ред. М. М. Розумного (заг. ред.), М. Т. Степика, В. М. Яблонського. — К.: НІСД, 2012. — С. 57–66.
10. Рудакевич О. Національна політична культура: випробовування державністю / О. Рудакевич // Психологія і суспільство. — 2013. — № 3. — С. 91–96.
11. Рудакевич О. М. Політична культура національних спільнот: теорія та методологія дослідження / моногр. // О. М. Рудакевич. — Тернопіль: ТНЕУ, 2013. — 340 с.
12. Рудакевич О. М. Європейська політична культура в контексті соцієтального підходу / О. М. Рудакевич // Сучасна українська політика. –– К.: Вид-во «Центр соціальних комунікацій», 2013. — Спецвипуск: Політична наука в Україні: стан та перспективи розвитку. — С. 215—226.
13. Рудакевич О. М., Загрійчук І. Д. Політико-ідеологічні проблеми розбудови України як національної держави. Мандрівець. — Тернопіль: Національний університет «Києво-Могилянська академія», 2013. — № 3(105) — С.84-88.
14. Рудакевич О. М. Актуальні націєтворчі ідеї політичної поезії Т. Шевченка / О. М. Рудакевич // Наукові записки Інституту політичних і етнополітичних досліджень ім. І. Ф. Кураса НАН України. — 2014. — № 3 (71). — С. 254—261.
15. Світоглядні та соціокультурні засади формування модерної української нації: моногр. / Т. В. Гончарук, Н. В. Гначевич, М. І. Гурик [та ін.]; кер. авт. кол. О. М. Рудакевич. — Тернопіль: ТНЕУ, 2015. — 255 с.